# Seznam židovských památek v Karlovarském kraji
Toto je seznam židovských památek v Karlovarském kraji aktuální k roku 2011, ve kterém jsou uvedeny židovské památky v oblasti Karlovarského kraje.
| Název                                     | Obrázek                      | Místo                                               | Okres        | Druh             | Galerie Commons                                                       | Popis památky a přístup |
| ----------------------------------------- | ---------------------------- | --------------------------------------------------- | ------------ | ---------------- | --------------------------------------------------------------------- | --- |
| Židovský hřbitov v Arnoltově              | Židovský hřbitov Arnoltov    | Arnoltov (50°6′51″ s. š., 12°35′18″ v. d.)          | Sokolov      | Židovský hřbitov | Kategorie „Jewish cemetery in Arnoltov“ na Wikimedia Commons          | Židovský hřbitov JZ od vsi Arnoltov v remízku na kraji lesa na jižním okraji pole jižně od vsi; plocha pohřebiště označena kamennými sloupky (zdroj) |
| Židovský hřbitov v Bečově nad Teplou      | ŽH Bečov nad Teplou          | Bečov nad Teplou (50°5′ s. š., 12°49′48″ v. d.)     | Karlovy Vary | Židovský hřbitov | Kategorie „Jewish cemetery in Bečov nad Teplou“ na Wikimedia Commons  | Židovský hřbitov ve městě Bečov nad Teplou mezi ulicemi Novoveská a U Trati; likvidován nacisty, náhrobky použity na dlažbu v místním Gängerově mlýně (zdroj), oběti nacismu jsou pohřbeny ve společném hrobě na městském hřbitově, kde je i pomník (zdroj). Nalezené náhrobky jsou v současné době osazovány zpět. |
| Židovský hřbitov v Drmouli                | ŽH Drmoul                    | Drmoul (49°56′29″ s. š., 12°38′33″ v. d.)           | Cheb         | Židovský hřbitov | Kategorie „Jewish cemetery in Drmoul“ na Wikimedia Commons            | Židovský hřbitov cca 1,5 km západně u Drmoule silnicí na Tři Sekery se projde osadou Panský Vrch a po cca 100-200 m za ní vede ke hřbitovu (označená) cesta nalevo do lesa (zdroj), je volně přístupný |
| Židovský hřbitov ve Františkových Lázních |                              | Františkovy Lázně (50°8′3″ s. š., 12°20′36″ v. d.)  | Cheb         | Židovský hřbitov |                                                                       | Zaniklý židovský hřbitov ve městě Františkovy Lázně na území vsi Horní Lomany, dnes je zahradou v Americké ulici u dnešního č.p. 78; bez zachovalých náhrobků, dochovala se jen část kamenné obvodní zdi a brána (zdroj) |
| Synagoga ve Františkových Lázních         | Synagoga Františkovy Lázně   | Františkovy Lázně (50°7′21″ s. š., 12°20′53″ v. d.) | Cheb         | Synagoga         | Kategorie „Synagogue in Františkovy Lázně“ na Wikimedia Commons       | Zaniklá synagoga ve městě Františkovy Lázně v dnešní Americké ulici, zničená během Křišťálové noci (zdroj), na jejím místě byl vztyčen památník a zůstala zde proluka |
| Synagoga v Hroznětíně                     |                              | Hroznětín (50°18′38″ s. š., 12°52′18″ v. d.)        | Karlovy Vary | Synagoga         |                                                                       | Synagoga ve městě Hroznětín, zbořená v roce 1961 (zdroj) |
| Židovský hřbitov v Hroznětíně             | ŽH Hroznětín                 | Hroznětín (50°18′51″ s. š., 12°51′46″ v. d.)        | Karlovy Vary | Židovský hřbitov | Kategorie „Jewish cemetery in Hroznětín“ na Wikimedia Commons         | Židovský hřbitov na SZ okraji města Hroznětín v pridkém svahu lesíku za potokem Bystřicí SZ 130 m od železničního přejezdu přes ulici ČSA; zachováno kolem 300 náhrobků (zdroj) |
| Synagoga v Chebu                          | Synagoga Cheb                | Cheb (50°4′39″ s. š., 12°21′57″ v. d.)              | Cheb         | Synagoga         | Kategorie „Synagogue in Cheb“ na Wikimedia Commons                    | Zaniklá synagoga původně z roku 1893 byla vypálena během za Křišťálové noci. Ruiny byly později strženy. Dnes stojí na místě obytné domy z přelomu 80. a 90. let minulého století. Na jednom z nich je umístěna pamětní deska. |
| Židovský hřbitov v Chebu                  | Památník zrušeného hřbitova  | Cheb (50°4′47″ s. š., 12°22′11″ v. d. ?)            | Cheb         | Židovský hřbitov |                                                                       | Zaniklý židovský hřbitov z roku 1874 se nacházel v jižní části města. Byl poškozen za Křišťálové noci a po roce 1948 zcela zrušen. V místě je jen památník z roku 1969. |
| Synagoga v Chyši                          | Synagoga Chyše               | Chyše (50°6′14″ s. š., 13°14′52″ v. d.)             | Karlovy Vary | Synagoga         | Kategorie „Synagogue in Chyše“ na Wikimedia Commons                   | Torzo klasicistní (zdroj) synagogy ve městě Chyše 100 m od náměstí nad Židovským rybníkem(informace[nedostupný zdroj]) propojené s městskými hradbami, místo zbouraného horního patra dnes zahrada; starý ani nový židovský hřbitov se nedochovaly (zdroj); mezi silnicí do Čichořic a mlýnským náhonem se dříve nacházel i židovský hřbitov, dnes jen zatravněná plocha s torzem 1 náhrobku, nový hřbitov byl rozorán, dnes je na jeho místě pole (zdroj) |
| Nová synagoga v Karlových Varech          |                              | Karlovy Vary (50°13′51″ s. š., 12°52′33″ v. d.)     | Karlovy Vary | Synagoga         |                                                                       | Synagoga v Karlových Varech v Bezručově ul. č.p. 8 v objektu Židovské obce |
| Bývalá synagoga v Karlových Varech        | Synagoga Karlovy Vary        | Karlovy Vary (50°13′32″ s. š., 12°52′39″ v. d.)     | Karlovy Vary | Synagoga         | Kategorie „Synagogue in Karlovy Vary“ na Wikimedia Commons            | Zaniklá synagoga v Karlových Varech v Sadové ulici z roku 1877, vypálená nacisty v roce 1938 |
| Židovský hřbitov v Karlových Varech       | ŽH Karlovy Vary              | Karlovy Vary (50°13′50″ s. š., 12°53′16″ v. d.)     | Karlovy Vary | Židovský hřbitov | Kategorie „Jewish cemetery in Karlovy Vary“ na Wikimedia Commons      | Židovský hřbitov v Karlových Varech ve Hřbitovní ulici v sousedství městského hřbitova |
| Židovský hřbitov v Krásné Lípě            | Židovský hřbitov Krásná Lípa | Krásná Lípa (50°5′52″ s. š., 12°38′44″ v. d.)       | Sokolov      | Židovský hřbitov | Kategorie „Jewish cemetery in Krásná Lípa“ na Wikimedia Commons       | Židovský hřbitov u obce Rovná u zbytků bývalé vsi Krásná Lípa zatopené přehradou Rovná; dřevěná márnice zanikla (zdroj) |
| Židovský hřbitov v Kynšperku nad Ohří     | ŽH Kynšperk nad Ohří         | Kynšperk nad Ohří (50°7′13″ s. š., 12°31′38″ v. d.) | Sokolov      | Židovský hřbitov | Kategorie „Jewish cemetery in Kynšperk nad Ohří“ na Wikimedia Commons | Židovský hřbitov ve východní části města Kynšperk nad Ohří ve svahu Zámeckého vrchu u Kynšperského hradu; hradním valem rozdělen na 2 části (starou a novou), je zde i skupina dětských hrobů (zdroj) |
| Židovský hřbitov v Lázních Kynžvart       | ŽH Lázně Kynžvart            | Lázně Kynžvart (50°0′50″ s. š., 12°37′40″ v. d.)    | Cheb         | Židovský hřbitov | Kategorie „Jewish cemetery in Lázně Kynžvart“ na Wikimedia Commons    | Židovský hřbitov severně od města Lázně Kynžvart v lese pod Zámeckým vrchem severně od městského hřbitova v Kostelní ulici a na západ od ev.č. 7 v téže ulici |
| Židovský hřbitov v Lomničce               | Židovský hřbitov Lomnička    | Lomnička (50°13′9″ s. š., 12°22′32″ v. d.)          | Cheb         | Židovský hřbitov | Kategorie „Jewish cemetery in Lomnička“ na Wikimedia Commons          | Židovský hřbitov jihozápadně od Lomničky na kraji lesa přístupný po naučné stezce Lomnička (4. zastavení) |
| Židovský hřbitov v Lukách                 | Židovský hřbitov v Lukách    | Luka (Verušičky) (50°9′23″ s. š., 13°8′22″ v. d.)   | Karlovy Vary | Židovský hřbitov | Kategorie „Jewish cemetery in Luka“ na Wikimedia Commons              | Židovský hřbitov v Lukách asi 1 km západně od obce vpravo od silnice do Záhoří |
| Židovský hřbitov v Malé Šitboři           | ŽH Malá Šitboř               | Malá Šitboř (50°2′37″ s. š., 12°31′57″ v. d.)       | Cheb         | Židovský hřbitov | Kategorie „Jewish cemetery in Malá Šitboř“ na Wikimedia Commons       | Židovský hřbitov 1,5 km jižně od vsi Malá Šitboř v remízku v polích vpravo od silnice vedoucí na jih k hlavní silnici I/21 |
| Židovský hřbitov v Mariánských Lázních    | ŽH Mariánské Lázně           | Mariánské Lázně (49°57′53″ s. š., 12°41′ v. d.)     | Cheb         | Židovský hřbitov | Kategorie „Jewish cemetery in Mariánské Lázně“ na Wikimedia Commons   | Židovský hřbitov ve městě Mariánské Lázně na konci Chebské ulice severně od železničního přejezdu |
| Židovský hřbitov v Nejdku                 |                              | Nejdek (50°19′5″ s. š., 12°43′54″ v. d.)            | Karlovy Vary | Židovský hřbitov |                                                                       | Židovský hřbitov ve městě Nejdek, součást komunálního hřbitova v Kollárově ulici |
| Židovský hřbitov v Poutnově               | Poutnov židovský hřbitov     | Poutnov (50°1′30″ s. š., 12°51′21″ v. d.)           | Cheb         | Židovský hřbitov | Kategorie „Jewish cemetery in Poutnov“ na Wikimedia Commons           | Židovský hřbitov 1,5 km východně od vsi Poutnov, přístupný po polní cestě s alejí vedoucí na východ od statku na SV vsi, podrobný popis cesty (zde); nejstarší, nejcennější náhrobky z 18. století uloženy v SZ části hřbitova (zdroj); (další informace Archivováno 11. 11. 2011 na Wayback Machine.); ve vsi stávala i malá částečně hrázděná synagoga ze 17. století (zdroj Archivováno 15. 12. 2013 na Wayback Machine.)                               |
| Synagoga v Sokolově                       | Synagoga Sokolov             | Sokolov (50°10′56″ s. š., 12°38′35″ v. d.)          | Sokolov      | Synagoga         | Kategorie „Synagogue in Sokolov“ na Wikimedia Commons                 | Dnes již neexistující synagoga ve městě Sokolov zničená henleinovci u zámku v ulici Maxima Gorkého, na jejímž místě je dnes instalována pamětní deska (zdroj) |
| Židovský hřbitov v Sokolově               | Židovský hřbitov Sokolov     | Sokolov (50°10′42″ s. š., 12°39′37″ v. d.)          | Sokolov      | Židovský hřbitov | Kategorie „Jewish cemetery in Sokolov“ na Wikimedia Commons           | Židovský hřbitov ve městě Sokolov u komunálního hřbitova, za vysokou zdí a zamčenými kovovými vraty zbyla zbyla jen torza podstavců |
| Synagoga ve Štědré                        |                              | Štědrá (50°3′30″ s. š., 13°6′50″ v. d. ?)           | Karlovy Vary | Synagoga         |                                                                       | Synagoga v obci Štědrá, možná č.p. 56, 57 nebo 41 (zdroj) |
| Židovský hřbitov v Úbočí                  | ŽH Úbočí                     | Úbočí (50°1′33″ s. š., 12°33′41″ v. d.)             | Cheb         | Židovský hřbitov | Kategorie „Jewish cemetery in Úbočí“ na Wikimedia Commons             | Židovský hřbitov JZ od vsi Úbočí 150 m – jižně od zříceniny Boršengrýn, odkud k hřbitovu vede podél rybníka pěšina |
| Židovský hřbitov v Útvině                 |                              | Útvina (50°4′52″ s. š., 12°57′19″ v. d.)            | Karlovy Vary | Židovský hřbitov |                                                                       | Židovský hřbitov v remízku necelý kilometr na sever od obce Útvina |

Vysvětlivky k tabulce
- Památky jsou řazeny podle abecedního pořadí Místa
- Název – název článku na Wikipedii, abecedně dle místa, poklikem na nadpis lze třídit
- Obrázek – existující obrázek nahraný na Commons
- Místo – nejbližší město, obec nebo vesnice, v závorce GPS – poloha památky dle Global Positioning System, lze třídit
- Okres – okres, ve kterém se místo nachází, lze třídit
- Druh – druh památky, např. židovský hřbitov nebo synagoga, lze třídit
- Galerie Commons – odkaz na Commons na existující kategorii s fotografiemi
- Popis památky a přístup – název s podrobnostmi polohy, přístupnost pro návštěvu nebo informace, kde je možné si vypůjčit klíč, je-li památka zamknutá